# Scioto Downs
Eldorado Gaming Scioto Downs, wcześniej znane jako Scioto Downs Racino, to tor wyścigów konnych i kasyno w Columbus w stanie Ohio, należące do Caesars Entertainment. Obiekt został otwarty w 1959 roku jako tor Scioto Downs, a 1 czerwca 2012 roku stał się pierwszym racino w Ohio po dodaniu automatów wideoloterii (VLT). W tym samym roku tor został przyłączony do Columbus z Hamilton Township. Kasyno ma powierzchnię 117 000 stóp kwadratowych (10 900 m2), z ponad 2200 automatami VLT.

## Historia
MTR Gaming Group zakupiła Scioto Downs w 2003 roku za 19 milionów dolarów. W 2014 roku MTR połączyła się z Eldorado Resorts, które następnie w 2020 roku zmieniło nazwę na Caesars Entertainment.
Scioto Downs odgrywa ważną rolę w społeczności Columbus. Oprócz wyścigów konnych tor był miejscem corocznych stanowych mistrzostw w biegach przełajowych organizowanych przez Ohio High School Athletic Association w latach 1985–2010. W zawodach brało udział około 950 sportowców z 96 drużyn, a liczba widzów sięgała 10 000. Po wprowadzeniu automatów VLT, OHSAA, przeciwny hazardowi, ogłosił, że od 2011 roku mistrzostwa zostaną przeniesione na National Trail Raceway.
W marcu 2020 roku Scioto Downs, podobnie jak inne kasyna w Ohio, zostało zamknięte z powodu restrykcji związanych z pandemią COVID-19. Rok później, w marcu 2021 roku, Scioto Downs odnotowało rekordowe przychody po zniesieniu wszystkich restrykcji.

## Galeria

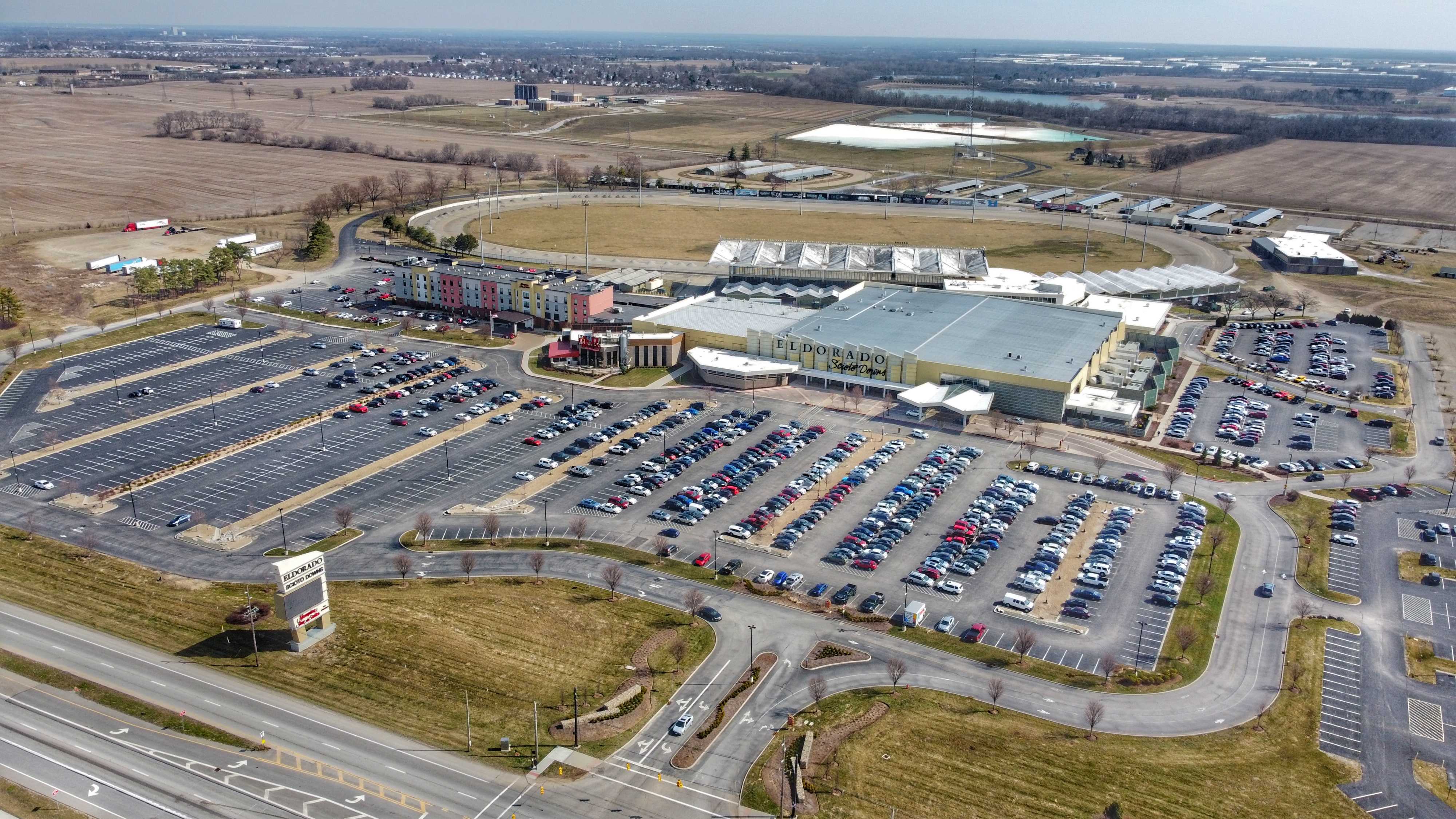
Widok z lotu ptaka
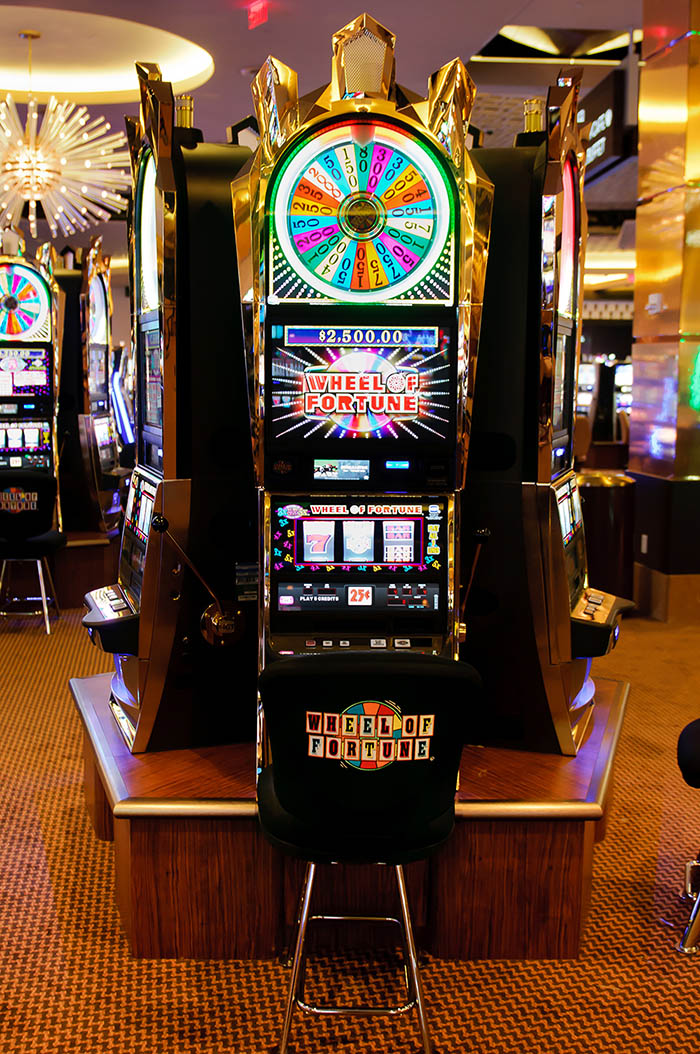
Automaty VLT
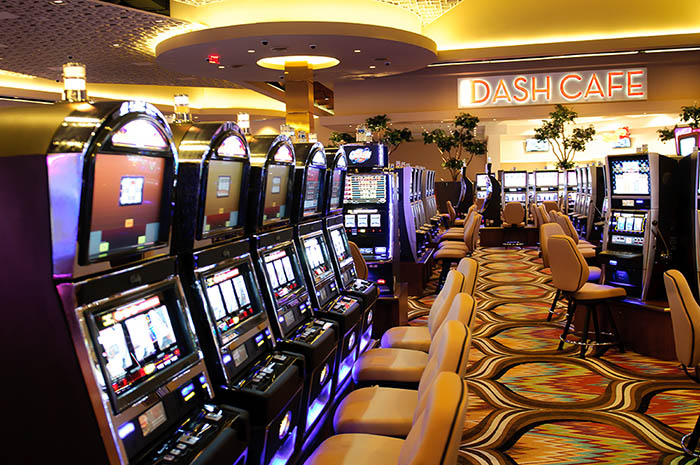
Automaty VLT wewnątrz
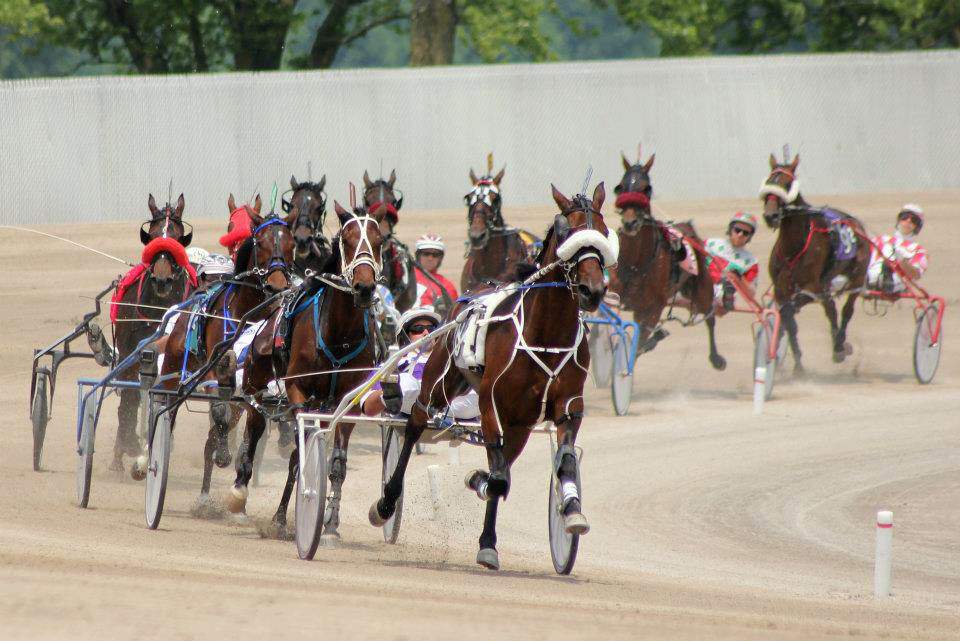
Wyścig konny na Scioto Downs